# Charles-Édouard Brown-Séquard

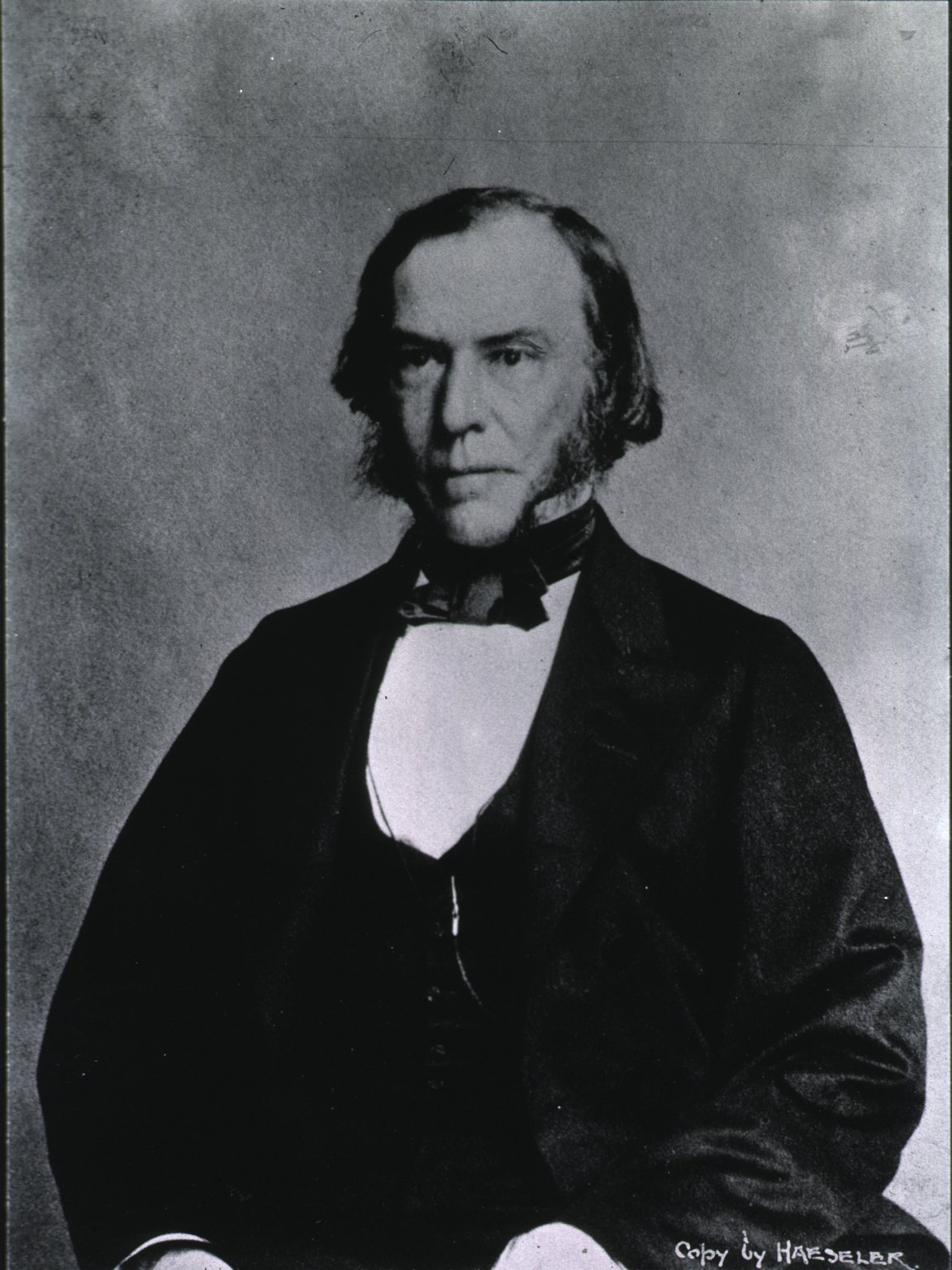
Charles-Édouard Brown-Séquard, um 1875

Charles-Édouard Brown-Séquard, auch Charles Edward Brown-Séquard und eigentlich Charles-Édouard Brown (* 8. April 1817 in Port Louis, der Hauptstadt von Mauritius; † 2. April 1894 in Sceaux) war ein britisch-französischer Physiologe und Neurologe.

## Leben
Als Brite geboren (Mauritius war 1814 britisch geworden) war Brown-Séquards Vater, der noch vor seiner Geburt auf See starb, Amerikaner und seine Mutter Französin. Während seine Doktorarbeit 1846 noch unter dem Namen Brown veröffentlicht wurde, nannte er sich später Brown-Séquard, um, wie er festhielt, seine Mutter zu ehren und sich von anderen Browns abzuheben.
Er ging 1838 nach Paris, um dort Schriftsteller zu werden, nahm jedoch nach nur mäßigem Erfolg als Stückeschreiber ein Medizinstudium auf. Als 1843 seine Mutter, welche ihn nach Paris begleitet hatte, plötzlich verstarb, floh er in einem Zustand starker Verwirrung zurück nach Mauritius. Da es dort keinen Platz für ihn gab, nahm er – mit geborgtem Geld – sein Studium in Paris wieder auf. Nachdem er dieses 1846 abgeschlossen hatte, kehrte er nochmals auf seine Heimatinsel Mauritius zurück, um dort als Arzt zu praktizieren, ging jedoch 1852 nach Amerika. Anschließend kam er abermals nach Paris, bevor er 1859 nach London emigrierte, wo er als Arzt am National Hospital for Neurology and Neurosurgery („Nationalkrankenhaus für Neurologie und Neurochirurgie“) arbeitete, welches damals frisch unter dem Namen „The National Hospital for Diseases of the Nervous System including Paralysis and Epilepsy“ gegründet worden war. Dort blieb er für etwa fünf Jahre, in denen er seine aufsehenerregenden Ansichten bezüglich der Pathologie des Nervensystems darlegte und großen Einfluss auf den jungen John Hughlings Jackson ausübte. 1860 wurde er in die Royal Society gewählt.
Nachdem er in England mehr und mehr zum Arbeitstier geworden war, floh er ein weiteres Mal, zuerst nach Paris. 1864 überquerte er ein weiteres Mal den Atlantik, diesmal war sein Ziel die Harvard University, an der er einen Lehrstuhl für Physiologie und Neuropathologie angetragen bekam. 1854 wurde er in die American Philosophical Society, 1867 in die American Academy of Arts and Sciences, 1868 in die National Academy of Sciences und 1886 in die Académie des sciences gewählt. 1867 gab er die Stelle in Harvard auf und wurde 1869, zwei Jahre später, Professor an der Pariser École de Médecine, bevor er 1873 ein weiteres Mal nach Amerika zog, um in New York zu praktizieren. Letzten Endes kehrte er wieder nach Paris zurück und nahm diesmal die französische Staatsbürgerschaft an, um 1878 die Nachfolge des französischen Physiologen Claude Bernard als Professor für Experimentalmedizin am Collège de France anzutreten, eine Stelle, die er bis zu seinem Tod 1894 innehatte.
1886 wurde er zum Mitglied der Gelehrtenakademie Leopoldina gewählt.

## Werk
Brown-Séquard war ein eifriger Beobachter und experimenteller Mediziner. Er leistete große Beiträge zur Erforschung des Blutes und des Nervensystems. Er war der erste Wissenschaftler, der die Physiologie des Rückenmarks erarbeitete, und zeigte auf, dass die Kreuzung der Nervenbahnen für Schmerz- und Temperaturempfindung im Rückenmark selbst stattfindet. Nach ihm wurde ein damit zusammenhängender neurologischer Symptomkomplex benannt, der bei einer Halbseitendurchtrennung des Rückenmarks auftritt: das Brown-Séquard-Syndrom.
Darüber hinaus erstellte er wertvolle Arbeiten über das endokrine System, mithilfe derer die bis dahin erfolgreichsten Resultate in der Behandlung von Myxödemen erzielt wurden. So hatte er 1856 (durch ihre Exstirpation) die lebenswichtige Bedeutung der Nebennieren (vgl. Nebennierenrindeninsuffizienz) als Ort von Drüsen mit innerer Sekretion erkannt, worüber er 1869 dann an der Universität von Paris lehrte.
Er war aber auch ein Verfechter der subkutanen Verabreichung einer aus den Hoden frisch getöteter Hausmeerschweinchen und Hunde gewonnenen Flüssigkeit, das sogenannte Liquide orchitique, die Langlebigkeit bescheren sollte – eine Überzeugung, mit der er sich in wissenschaftlichen Kreisen einmal lächerlich machte, als er als 72-Jähriger 1889 darüber berichtete, wie er sich selbst damit „verjüngt“ habe (bzw. danach eine Steigerung der allgemeinen Leistungsfähigkeit bei sich beobachtet hatte). Diese Flüssigkeit wurde unter dem Namen Brown-Séquard-Elixier bekannt. Eine „Einspritzung von flüssigem Stierhodenextrakt unter die Haut, zu Kräftigungszwecken“ im Rahmen einer Organotherapie (Organtherapie), beschrieben Otto Dornblüth als Brown-Séquardsche Methode, Herbert Volkmann als „Organsafttherapie gegen Altersschwäche und Impotenz“ und das Reallexikon der Medizin „als stimulierende Maßnahme (Brown-Séquardsche Injektion)“. Otto Roth bezeichnete Brown-Séquard als den „Schöpfer der Organtherapie“ und nannte seinen „Glycerinextrakt aus Stierhoden Séquardine“. Ausführlich wurden 1894 die Einzelheiten sowie die Vor- und Nachteile dieser Brown-Séquard'schen Methode in der Real-Encyclopädie der gesammten Heilkunde dargestellt.
Seine Forschungen, die in über 500 Veröffentlichungen erschienen, vor allem in den Archives de physiologie normale et pathologique, welche er 1868 zusammen mit Jean-Martin Charcot und Edmé Félix Alfred Vulpian gründete, decken einen weiten Bereich physiologischer und pathologischer Fragestellungen ab und machen ihn zu einem Pionier der Neurophysiologie.